# Akrem Hamdi
Pas d'image ? Cliquez ici

a Compétitions nationales et continentales officielles uniquement.

b Matchs officiels uniquement.
Dernière mise à jour le 12 novembre 2021.

Akrem Hamdi, né le 1er février 1987 à Drancy (Seine-Saint-Denis), est un joueur de rugby à XV évoluant au poste d'ailier ou de centre.

## Carrière

### En club
- CS Meaux de 1991 à 2003
- Paris UC (Fédérale 2) jusqu'en 2005
- USA Perpignan 2005-2010
- US Montauban 2010-2013 (Fédérale 1)
- RCB Arcachon 2013-?

### En sélection nationale
- International -18 ans
- Match amical -19
- International à 7